# Park Narodowy Nimule
Park Narodowy Nimule – park narodowy położony w południowej części Sudanu Południowego na granicy z Ugandą. Ma powierzchnię 410 km² i leży na wysokości do 600 do 700 m n.p.m. Jego nazwa pochodzi od granicznego miasta Nimule. Średni roczny opad waha się w zależności od roku od 900 do 1800 mm.
Biały Nil tworzy ok. 48 km wschodniej granicy parku. Dalej na wschodzie leży strefa buforowa zaczynająca się na północy od rzeki Assua, a od wschodu ograniczona drogą z Dżuby do Nimule. Przez park przepływa rzeka Kayu, która ma źródła w Ugandzie, a uchodzi do Białego Nilu.
Obszar parku jest pagórkowatą, częściowo zadrzewioną sawanną. Wśród drzew najczęściej występują akacje, kolibło egipskie i
Combretum aculeatum z rodziny trudziczkowatych. Wzdłuż stałych i okresowych rzek występują lasy nadrzeczne, w których rośnie palma z gatunku Borassus aethiopum, oraz gatunek akacji Acacia sieberiana. 16% parku jest zalesione, a 82% pokryte buszem.
W parku narodowym Nimule żyją koby żółte, koby śniade i kilka innych gatunków antylop oraz bawoły, hipopotamy i krokodyle. W czasie wojny domowej miejscowa ludność wybiła miejscowe słonie ze względu na kość słoniową, ale według strażników parku ok. 350 egzemplarzy przywędrowało tu z Ugandy. Wiele stad innych gatunków zwierząt uciekło na bagnisty obszar Suddu.
Na terenie parku mogą występować endemiczne dla Sudanu motyle: Capys bamptoni, Charaxes amandae, Chloroselas taposana, Lepidochrysops albilinea, Lepidochrysops nigrita i Leptomyrina sudanica. Park Narodowy Nimule jest ostoją ptaków IBA. Graniczy z dwoma dalszymi IBA w Ugandzie: Mount Otzi Forest Reserve i dalej na zachód Mount Kei Forest Reserve.
Park Narodowy Nimule został utworzony w 1935 jako game reserve, a w 1954 ogłoszony parkiem narodowym. Jest bardzo zagrożony przez kłusowników, którzy w tej okolicy wybili, oprócz innych zwierząt, również nosorożce białe. Strażnicy parku, z których wielu było wcześniej żołnierzami SPLA (Sudan People’s Liberation Movement), mają do użytku 20 sztuk broni automatycznej, jednego dżipa i dwa motocykle.
Zgodnie z ogłoszonym w końcu 2007 planem Park Narodowy Nimule miał być pierwszym po wojnie domowej obszarem chronionym w Sudanie Południowym, przeznaczonym dla ekoturystyki. W tym celu został wyremontowany budynek hotelowy, pochodzący jeszcze z czasów kolonialnych.